# کاستروم
در جمهوری روم و بعدها امپراتوری روم کاستروم (لاتین: castrum، شکل جمع = کاسترا لاتین: castra) ساختمانی یا قطعه زمینی بود که به‌عنوان کمپ نظامی از آن استفاده می‌شد.
کاستروم‌ها در اندازه‌های متفاوت ساخته می‌شدند و می‌توانستند میزبان لژیونی بزرگ یا بخشی از یک کوهورس (واحدی در ارتش روم که معادل با گردان امروزی می‌باشد) یا سنچوری باشند.
واژه عربی «قصر»، که در قرآن نیز به‌کار رفته، مشتق از واژه لاتینی «کاستروم» است، زیرا که احتمالاً این واژه همراه سپاهیان رومی به نواحی سوریه و فلسطین راه‌یافته است.